# Tahar Khaoua
Tahar Khaoua est un homme politique algérien, ministre des Relations avec le parlement de 2015 à 2018.

## Biographie
Il obtient une Licence en Sciences juridiques et administratifs en 1997.
Député à l’Assemblée populaire Nationale durant trois mandats, soit de 2002-2007, 2007-2012 et 2012-2015, Président de la commission finances et budget de l’APN (2004-2005), vice-président de la commission économique de l’APN (2009) et Président du groupe d’amitié algéro-sud africain (2009), membre du Parlement Africain (2012), il devient Président du groupe parlementaire du FLN à l’APN.
En décembre 2017, le tribunal administratif de Bir Mourad Raïs annule,  de façon partielle, les résultats des délibérations dans un module de Master concernant Tahar Khaoua et l’ex-ministre de la Solidarité Mounia Meslem. Au cœur de cette affaire, ces deux personnalités avaient réussi à avoir leur année de formation théorique dans une classe de Master à la faculté de droit d’Alger sans jamais avoir posé les pieds dans une salle de cours.
En juin 2021, il est placé en détention provisoire pour une affaire d'« abus de pouvoir aux fins d'obtention d'avantages ». Le 3 août 2022, il est condamné à dix ans de prison, à une amende de trois millions de dinars et à la saisie de tous ses biens. Dans cette même affaire, jugée en appel, Tahar Khaoua a été condamné  le 29 novembre 2022 à douze ans de prison ferme, à une amende de 10 millions de dinars et à la saisie de tous ses biens. Le 2 juillet 2025, il est condamné en appel, dans une autre affaire, à six ans de prison pour « acceptation d’avantages indus, trafic d’influence et abus de fonction ».